# Approche

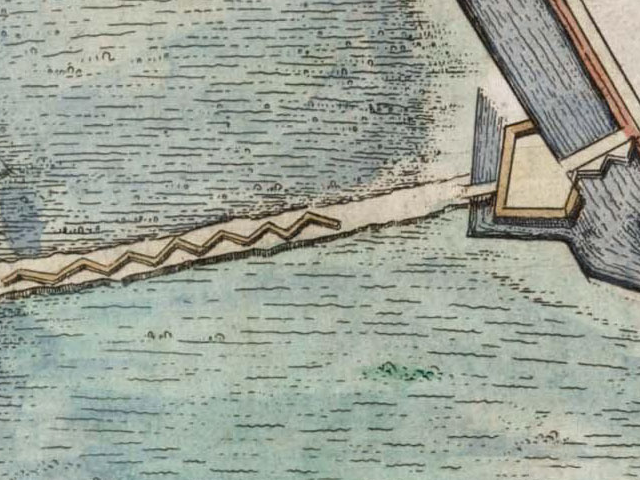
Approche met de kenmerkende zigzagvorm tijdens het beleg van Bredevoort in 1597

Een approche of sappe is een naderings- of aanvalsloopgraaf in zigzagvorm. Zo'n loopgraaf is bedoeld om een vesting te benaderen en bescherming te bieden tegen aanvallen van de verdedigers van het belegerde verdedigingswerk. 

## Geschiedenis
In de Romeinse Tijd was al sprake van dergelijke loopgraven, maar sinds de Tachtigjarige Oorlog werd er veelvuldig gebruik van gemaakt. Deze approches of sappes werden aangelegd door sappeurs, een aparte militaire eenheid. Sappeurs waren de voorlopers van de hedendaagse genietroepen. De aanleg gebeurde onder dekking van een batterij die voor of gelijktijdig met de approches werden aangelegd. De approches werden in zigzagvorm aangelegd, zodat vijandelijk vuur slechts kleine stukken tegelijk in de lengterichting kon bestrijken. Enfiladevuur werd zo voorkomen. Het gevaar voor de sappeurs bestond naast vijandelijk vuur ook uit de aanleg van contre-approches door de belegerden. Zowel aanvallers als verdedigers plaatsten mijnen onder de vijandelijke versterkingen om hun doel te bewerkstelligen.